# Cyathelia
Cyathelia is een geslacht van koralen uit de klasse van de Anthozoa (bloemdieren).

## Soort
- Cyathelia axillaris (Ellis & Solander, 1786)